# Mehdi Meriah
Mehdi Meriah (* 5. Juni 1979 in Ariana) ist ein ehemaliger tunesischer Fußballspieler, der zuletzt bei Club Africain unter Vertrag stand  und für die tunesische Nationalmannschaft spielte. Mehdi Meriah spielte als Abwehrspieler, wurde aber auch oft als Mittelfeldspieler eingesetzt.
Am 1. Juli 2009 trat Mehdi Meriah einen 3-Jahres-Vertrag beim Club Africain in Tunis an, wo er auch in der Saison 2011/12 frühzeitig am 1. Januar 2012 seine Karriere beendet hat.
Er stand im Kader von Roger Lemerre, bei der Fußball-Weltmeisterschaft 2006 in Deutschland. Jedoch musste er noch vor dem ersten Spiel die Heimreise antreten. Er wurde wegen einer Beinverletzung durch Haykel Gmamdia vom französischen Erstliga-Absteiger Racing Strasbourg ersetzt.
| Personendaten    | Personendaten              |
| ---------------- | -------------------------- |
| NAME             | Meriah, Mehdi              |
| KURZBESCHREIBUNG | tunesischer Fußballspieler |
| GEBURTSDATUM     | 5. Juni 1979               |
| GEBURTSORT       | Ariana (Tunesien)          |